# La Joueuse d'échecs
La Joueuse d'échecs est un roman écrit en français par l'Allemande Bertina Henrichs. Il a remporté le prix premier roman de Culture et bibliothèques pour tous de la Sarthe en 2006. 

## Résumé
Eleni est une femme de ménage grecque vivant dans l'île de Naxos. Un jour, alors qu'elle range une chambre dans l'hôtel où elle travaille, Eleni fait tomber une pièce d'échecs d'une partie en cours. Ce petit incident va bouleverser sa vie et lui permettre de s'émanciper : Eleni va se passionner pour les échecs, quitte à bousculer les traditions et sa vie sans folies.
Ce roman a été adapté au cinéma en 2009 par Caroline Bottaro sous le titre Joueuse, avec Sandrine Bonnaire et Kevin Kline dans les rôles principaux.

## Prix
- 2006 : prix premier roman de Culture et bibliothèques pour tous de la Sarthe.